# Richard Krajčo
Richard Krajčo (ur. 1 czerwca 1977 w Ostrawie) – czeski aktor i piosenkarz; wokalista i gitarzysta zespołu Kryštof.
Z wykształcenia jest elektrykiem.
W 2000 roku został laureatem nagrody Alfreda Radoka w kategorii Talent roku za rolę Hamleta w Teatrze Petra Bezruča w Ostrawie.

## Role aktorskie

### Teatr
- Keith Huff – Deštivé dny, rola: Denny
- William Shakespeare – Hamlet, rola główna: Hamlet
- William Saroyan – Tracyho tygr, rola główna: Tracy
- Na motivy – Orfeus a Eurydika, rola główna: Orfeus
- Ch. Durang – Nevyléčitelní, rola główna: Bruce
- Tennessee Williams – Skleněný zvěřinec, rola główna: Toma
- A. Fadějev – Mladá Garda
- William Shakespeare – Romeo a Julie, rola: Benvolio
- William Shakespeare – Romeo a Julie, rola: Merkucio
- H. Müller – Hamlet - machina, rola główna: Hamlet
- Molière – Lakomec, rola: Kleant
- A. Basseti – Prodavač duší, rola główna: Mladík
- V. Sigarev – Černé mléko, rola główna: Levčik (Divadlo Kolowrat, premiera 13 listopada 2004)
- William Shakespeare – Richard III., rola: Richard III. (Stavovské divadlo, premiera 2 marca 2006, sztuka nadal wystawiana)
- Joe Penhall – Láska a porozumění, rola główna: Richie (Divadlo Ungelt, premiera 6 lutego 2004)
- Pierre-Augustin Caron de Beaumarchais – Bláznivý den aneb Figarova svatba, rola główna: Figaro

### Film i telewizja
- Nikdy nebude konec (TV, 2000)
- O ztracené lásce (TV, 2001)
- Trosečníci (TV, 2002)
- Kráska a netvor (TV, 2002)
- Udělení milosti se zamítá (TV, 2002)
- Z rodinného alba (TV, 2002)
- Krysař (2003)
- Nuda v Brně (2003)
- Non plus ultras (2004)
- Post Coitum (2004)
- Comeback (TV, 2005)
- Hrubeš a Mareš jsou kamarádi do deště (2005)
- Sametoví vrazi (2005)
- Hraběnky (TV, 2007)
- Rudý Baron (2008) - Lanoe Hawker
- Nemocnice na kraji města, Nové osudy (TV, 2008)
- Jánošík – Pravdivá historie (2009)
- Hrubeš a Mareš Reloaded (2009)
- Znamení koně (TV, 2011)
- Křídla Vánoc (2013)
- Vraždy v kruhu (2015)
- Vysoká hra (2020)